# Genealogia acadêmica

Um exemplo de genealogia acadêmica, a relação entre o topologista Johannes De Groot e seu homônimo, também, um topologista neerlandês, cujas ligação partem de quatro diferentes caminhos de supervisão acadêmica

A genealogia acadêmica é o estudo da herança intelectual que é perpetuada por meio de relacionamentos de orientação acadêmica . Comumente os dados acadêmico-genealógicos são estruturados na forma de um grafo de genealogia acadêmica, cuja estrutura topológica é objeto de estudo em diversas frentes de pesquisa. Fora do contexto matemático formal, este tipo de estrutura é popularmente conhecida como árvore de genealogia acadêmica.
Uma árvore genealógica acadêmica é um grafo conexo acíclico que é utilizada para documentar e facilitar o entendimento a respeito de estudos de cunho acadêmico (relações de orientação acadêmica). Uma árvore de genealogia acadêmica, é uma estrutura em que cada vértice representa um orientador acadêmico e as arestas (direcionadas) representam as relações de orientação. A estruturação de árvores de genealogia acadêmica, por meio de relações de orientação, pode ser de grande utilidade para o registro histórico de grupos atuantes em específicas áreas do conhecimento.
Um conjunto de arvores pode ser denominado ﬂoresta. As florestas acadêmicas podem ser utilizadas para caracterização de qualquer área do conhecimento por meio de métricas que permitam, através de análises estatísticas e técnicas de reconhecimento de padrões, extrair conhecimento relevante.

## Tipologia
Os objetivos da aplicação da genealogia acadêmica podem ser utilizados como parâmetros para uma classificação geral, porém não definitiva, em cinco tipos de genealogia, a saber:
1. Honorífica - estudo da descendência de um indivíduo de interesse (ou grupo de indivíduos) com o objetivo de homenageá-lo por meio de sua linhagem, evidenciando sua relevância devido à contribuição exercida na formação da comunidade em função de suas orientações acadêmicas;
2. Egocentrista - tipo de genealogia que utiliza a ascendência de um indivíduo de interesse afim de identificar ancestrais ilustres e comprovar uma ligação, ainda que remota, entre ambos. Comumente a motivação para esse tipo de estudo está relacionada com curiosidade ou autopromoção;
3. Histórica - utilizada como ferramenta complementar a estudos que visam a identificação de personagens históricos importantes para determinadas áreas do conhecimento. Permite contextualizar as relações entre os indivíduos identificados;
4. Paradigmática - considerado como um dos tipos de genealogia acadêmica mais inserido no contexto científico. Utiliza os relacionamentos orientador-orientado para estudar a extensão do conhecimento transmitido entre essas relações;
5. Analítica - devido ao crescimento do número de bases de dados genealógicos e o desenvolvimento de análises estatísticas, a genealogia analítica surge como ferramenta para a avaliação e, por vezes, predição de padrões entre os membros de comunidades acadêmicas que são objeto de estudo. Comumente os resultados desse tipo de estudo são possibilitados pela aplicação de métricas topológicas.[5]

## Repositórios de dados genealógicos
Atualmente observa-se um crescente interesse pela genealogia acadêmica que se reflete nos esforços empreendidos por diversas comunidades em desenvolver projetos que busquem a captação de dados de genealogia. As iniciativas identificadas geralmente disponibilizam um conjunto de dados genealógicos via Web de forma semi-estruturada.
São exemplos de grandes repositórios de dados acadêmico-genealógicos:
1. Mathematics Genealogy Project;
2. The Academic Family Tree;
3. Plataforma Acácia.

Estes projetos foram desenvolvidos por comunidades específicas de acadêmicos e são estruturados considerando a hierarquia da orientação/supervisão acadêmica, exceto a Plataforma Acácia cuja estrutura baseia-se na Plataforma Lattes a qual apresenta-se como o maior e mais relevante repositório curricular de acadêmicos relacionados com a Ciência Brasileira.
Para todos os acadêmicos registrados na Plataforma Lattes são encontradas informações correspondentes à produção científica, técnica e artística, sendo que a informação sobre orientação/supervisão está disponível para acadêmicos com atuação na formação de alunos.
Em alguns casos, as ligações em tais dados não são apoiadas por provas documentais. Além disso, a metodologia de implementação de dissertação não era igualmente implementada em todas as universidades. Notavelmente, a Universidade de Cambridge não requisitava tese de doutoramento formal até 1919, e, portanto, autoridades acadêmicas na genealogia tendem a substituir um mentor equivalente.

## No Brasil

Árvore Acácia, uma espécie nativa do sudeste Australiano, cujo formato da copa assemelha-se com os grafos de genealogia acadêmica identificados no contexto brasileiro.

A jovem comunidade acadêmico-científica brasileira utiliza a Plataforma Lattes como ferramenta para o registro de suas atividades, por meio de currículos, constituindo assim uma fonte ímpar de informações acadêmicas. Dentre os diversos atributos que a plataforma disponibiliza, é possível de se estabelecer a linhagem acadêmica de qualquer indivíduo registrado, seja esta linhagem ascendente ou descendente. Identificar a genealogia acadêmica por meio da Plataforma Lattes pode não ser uma tarefa das mais triviais, pois não há uma estruturação neste sentido para os usuários e, também, devido à dificuldade em se estabelecer relacionamentos de orientação acadêmica que não são explicitamente declarados.
A Plataforma Acácia é resultado da iniciativa de um grupo de pesquisadores brasileiros e disponibiliza acesso às relações formais de orientação, no contexto dos programas de pós-graduação brasileiros, que são estruturadas por meio da utilização dos dados disponibilizados pela Plataforma Lattes. A documentação é feita sob a forma de grafos de genealogia acadêmica, nos quais cada vértice e aresta representam um pesquisador e uma relação de orientação concluída entre dois pesquisadores, respectivamente.